# Tachytrechus imperator
Tachytrechus imperator är en tvåvingeart som beskrevs av Charles Howard Curran 1927. Tachytrechus imperator ingår i släktet Tachytrechus och familjen styltflugor. Inga underarter finns listade i Catalogue of Life.